# Breaking op de Olympische Zomerspelen 2024 – vrouwen
De breakingcompetitie voor vrouwen op de Olympische Zomerspelen 2024 vond plaats op 9 augustus. De Japanse Ami Yuasa won de Olympische medaille het zilver was voor de Litouse Dominika Banevičl, De Chinese Liu Qingyi behaalde de bronzen medaille. B-Girl Manizha Talash van het Olympisch vluchtelingenteam werd gediskwalificeerd in de pre-kwalificatiestrijd vanwege het maken van een politiek statement.

## Format
Tijdens zogenoemde battles namen twee B-Girls het tegen elkaar op. Ze wisten van tevoren niet op welke muziek ze moeten battelen. Het toernooi bestaat uit een groepsfase en een knock-outfase. De beste acht B-Girls gaan door naar de knock-outfase, doordat er op dit toernooi een oneven aantal deelneemsters was, was het toernooi uitgebreid met en pre-kwalificatiwedstrijd. Waarin B-Girls India Sardjoe en Manizha Talash tegen elkaar battelen om de laatst zestiende plek in de groepsfase.

## Uitslag

### Pre-kwalificatiestrijd
| Rang | B-Girl         | Bijnaam | Land | Ronde | Stemmen | Opm. |
| ---- | -------------- | ------- | ---- | ----- | ------- | ---- |
| 1    | India Sardjoe  | India   | NED  | 3     | 27      | Q    |
| 2    | Manizha Talash | Talash  | EOR  |       |         | DSQ  |

### Groepsfase

#### Groep A
| Rang | B-Girl         | Bijnaam | Land | Ronde | Stemmen | Opm. |
| ---- | -------------- | ------- | ---- | ----- | ------- | ---- |
| 1    | India Sardjoe  | India   | NED  | 6     | 48      | Q    |
| 2    | Liu Qingyi     | 671     | CHN  | 4     | 33      | Q    |
| 3    | Sunny Choi     | Sunny   | USA  | 2     | 15      |      |
| 4    | Vanessa Marina | Vanessa | POR  | 0     | 12      |      |

#### Group B
| Rang | B-Girl           | Bijnaam | Land | Ronde | Stemmen | Opm. |
| ---- | ---------------- | ------- | ---- | ----- | ------- | ---- |
| 1    | Dominika Banevič | Nicka   | LTU  | 5     | 42      | Q    |
| 2    | Sya Dembélé      | Syssy   | FRA  | 4     | 33      | Q    |
| 3    | Logan Edra       | Logistx | USA  | 3     | 33      |      |
| 4    | Rachael Gunn     | Raygun  | AUS  | 0     | 0       |      |

#### Group C
| Rang | B-Girl            | Bijnaam   | Land | Ronde | Stemmen | Opm. |
| ---- | ----------------- | --------- | ---- | ----- | ------- | ---- |
| 1    | Ami Yuasa         | Ami       | JPN  | 6     | 52      | Q    |
| 2    | Zeng Yingying     | Ying Zi   | CHN  | 4     | 35      | Q    |
| 3    | Antilai Sandrini  | Anti      | ITA  | 2     | 19      |      |
| 4    | Fatima El-Mamouny | Elmamouny | MAR  | 0     | 2       |      |

#### Group D
| Rang | B-Girl            | Bijnaam | Land | Ronde | Stemmen | Opm. |
| ---- | ----------------- | ------- | ---- | ----- | ------- | ---- |
| 1    | Kateryna Pavlenko | Kate    | UKR  | 4     | 35      | Q    |
| 2    | Ayumi Fukushima   | Ayumi   | JPN  | 4     | 31      | Q    |
| 3    | Anna Ponomarenko  | Stefani | UKR  | 4     | 30      |      |
| 4    | Carlota Dudek     | Carlota | FRA  | 0     | 12      |      |

### Knock-outfase
Het aantal gewonnen rondes, met daarnaast tussen haakjes het aantal stemmen.
|  | kwartfinale           | kwartfinale          |                |        | halve finale | halve finale      |       |  | finale | finale |
|  |                       |                      |                |        |              |                   |       |  |        |        |
|  |                       |                      |                |        |              |                   |       |  |        |        |
|  |                       |                      |                |        |              |                   |       |  |        |        |
|  | FRA Sya Dembélé       | 0 (2)                |                |        |              |                   |       |  |        |        |
|  | FRA Sya Dembélé       | 0 (2)                |                |        |              |                   |       |  |        |        |
|  | JPN Ami Yuasa         | 3 (25)               |                |        |              |                   |       |  |        |        |
|  | JPN Ami Yuasa         | 3 (25)               | JPN Ami Yuasa  | 2 (17) |              |                   |       |  |        |        |
|  |                       |                      | JPN Ami Yuasa  | 2 (17) |              |                   |       |  |        |        |
|  |                       | NED India Sardjoe    | 1 (10)         |        |              |                   |       |  |        |        |
|  | NED India Sardjoe     | NED India Sardjoe    | 1 (10)         | 2 (17) |              |                   |       |  |        |        |
|  | NED India Sardjoe     |                      |                | 2 (17) |              |                   |       |  |        |        |
|  | JPN Ayumi Fukushima   | 1 (10)               |                |        |              |                   |       |  |        |        |
|  | JPN Ayumi Fukushima   | 1 (10)               | JPN Ami Yuasa  | 3 (16) |              |                   |       |  |        |        |
|  |                       |                      | JPN Ami Yuasa  | 3 (16) |              |                   |       |  |        |        |
|  |                       | LTU Dominika Banevič | 0 (11)         |        |              |                   |       |  |        |        |
|  | CHN Liu Qingyi        | LTU Dominika Banevič | 0 (11)         | 3 (20) |              |                   |       |  |        |        |
|  | CHN Liu Qingyi        |                      |                | 3 (20) |              |                   |       |  |        |        |
|  | UKR Kateryna Pavlenko | 0 (7)                |                |        |              |                   |       |  |        |        |
|  | UKR Kateryna Pavlenko | 0 (7)                | CHN Liu Qingyi | 1 (9)  | derde plaats | derde plaats      |       |  |        |        |
|  |                       |                      | CHN Liu Qingyi | 1 (9)  | derde plaats | derde plaats      |       |  |        |        |
|  |                       | LTU Dominika Banevič | 2 (18)         |        |              |                   |       |  |        |        |
|  | CHN Zeng Yingying     | LTU Dominika Banevič | 2 (18)         | 0 (1)  |              |                   |       |  |        |        |
|  | CHN Zeng Yingying     |                      |                |        |              | NED India Sardjoe | 1 (8) |  |        |        |
|  | LTU Dominika Banevič  | 3 (26)               |                |        |              | NED India Sardjoe | 1 (8) |  |        |        |
|  | LTU Dominika Banevič  | 3 (26)               | CHN Liu Qingyi | 2 (19) |              |                   |       |  |        |        |
|  |                       |                      | CHN Liu Qingyi | 2 (19) |              |                   |       |  |        |        |

## Eindrangschikking
| Rang   | Breaker               | Bijnaam   |
| ------ | --------------------- | --------- |
| Goud   | JPN Ami Yuasa         | Ami       |
| Zilver | LTU Dominika Banevič  | Nicka     |
| Brons  | CHN Liu Qingyi        | 671       |
| 4      | NED India Sardjoe     | India     |
| 5      | JPN Ayumi Fukushima   | Ayumi     |
| 6      | UKR Kateryna Pavlenko | Kate      |
| 7      | FRA Sya Dembélé       | Syssy     |
| 8      | CHN Zeng Yingying     | Ying Zi   |
| 9      | UKR Anna Ponomarenko  | Stefani   |
| 10     | USA Logan Edra        | Logistx   |
| 11     | ITA Antilai Sandrini  | Anti      |
| 12     | USA Sunny Choi        | Sunny     |
| 13     | POR Vanessa Marina    | Vanessa   |
| 14     | FRA Carlota Dudek     | Carlota   |
| 15     | MAR Fatima El-Mamouny | Elmamouny |
| 16     | AUS Rachael Gunn      | Raygun    |